# Триколірна фіалка (яйце Фаберже)
Імператорське великоднє «Триколірна фіалка» (рос. Анютины глазки, інша назва «Іспанське нефритове») — ювелірний виріб фірми Карла Фаберже, виготовлений на замовлення російського імператора Миколи II у 1899 році. Подарований імператором на Великдень матері Марії Федорівні.

## Історія
Після революції разом з іншими коштовностями імператорське яйце «Триколірна фіалка» було конфісковане Тимчасовим урядом. У 1930 році в числі 10 яєць Фаберже було продане через фірму «Антикваріат» Галереї Хаммер (Нью-Йорк). У 1947 стало першим яйцем, придбаним з колекції Хаммер нафтовою принцесою з Матильдою Гедінгс Грей (Новий Орлеан). Згодом було нею подароване племінниці на річницю весілля.